# Toño Martín (cantante)
Juan Antonio «Toño» Martín Díaz (El Tiemblo, Ávila, 9 de abril de 1954 - Briviesca, Burgos, 9 de mayo de 1991) fue el cantante del grupo madrileño de rock Burning. Compositor y voz de los cuatro primeros discos de la banda.

## Primeros años
Toño nació en 1954 en El Tiemblo (Ávila) y creció en el barrio de La Elipa en Madrid.

## Burning

### Introducción
En 1972 Pepe Risi le alista como bajista en un nuevo grupo de música llamado The Divine Pictures. Tras varios ensayos se decide que Toño se dedique a cantar en vez de a tocar el bajo. En enero de 1974 el grupo cambia su nombre a Burning. En 1976 se van a hacer la mili Toño, Pepe Risi y Johnny Cifuentes. Un año después vuelven y graban su primer álbum, Madrid. En 1979 graban su famoso álbum El fin de la década, con canciones como ¿Qué hace una chica como tú en un sitio como este? o Mueve tus caderas.

### Primeros años
Editando...

### Madrid
Disco publicado en 1978. 
Editando...

### Fin de la década
Disco publicado en 1979. 
Editando...

### Bulevard
Disco publicado en 1978. 
Editando...

### 1982 - Atrapado en el amor
Este LP muestra en portada a Toño y Risi, líderes del grupo. En la parte trasera vemos a Maike Slingluff (saxo), a Johnny Cifuentes (teclado) y el batería. El bajista Víctor Manuel Fernández Pombo no asistió a la sesión de fotos por motivos personales.
El LP pierde la esencia del rock and roll pasando a temas baladísticos y souleros. No encontramos las influencias del rey negro, ni Reed, ni los Stones. Un disco controvertido, pero que cierra el ciclo de Toño.
Tras escuchar este LP podemos comprobar que es un disco del líder indiscutible, Toño. Es un LP personal, donde canta a su propia hija en el tema "Loco por ti (Penny)", donde nos cuenta los tumbos que su vida ha tenido desde la llegada de ella al mundo. En "No puedes dejarme" da entender que es un tema escrito tras una ruptura con su pareja.

### Muerde la bala
El LP "Muerde la bala" es una maqueta especial en la historia de la banda de rock española Burning. Originalmente, este trabajo era una versión en maqueta del disco "Noches de Rock and Roll", que es uno de los álbumes más reconocidos de Burning, lanzado en 1984. Toño Martín, quien fue el vocalista de la banda hasta su muerte en 1991, había guardado esta maqueta como un tesoro personal durante muchos años.

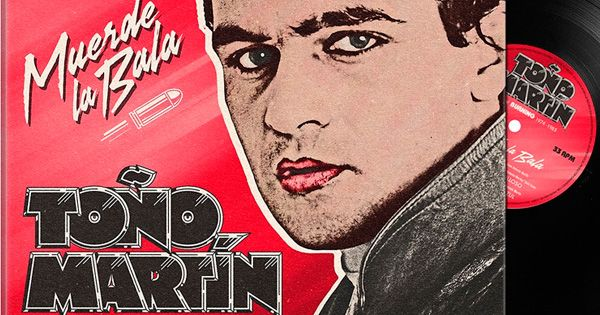
LP Muerde la bala

Toño Martín es una figura emblemática en la historia de Burning, y su muerte marcó un punto de inflexión para el grupo. La maqueta "Muerde la bala" contiene versiones tempranas y posiblemente algunas interpretaciones únicas de las canciones que finalmente formaron parte de "Noches de Rock and Roll". Guardar este tipo de material muestra el valor sentimental y la importancia que Martín le otorgaba a este período de creatividad y producción musical.
La decisión de finalmente presentar esta maqueta al público en 2024 bajo el nombre "Muerde la bala" es significativa. Este lanzamiento no solo sirve como un homenaje a Toño Martín y su legado, sino también como una ventana a la evolución artística de Burning en aquellos años. Los fanáticos y los nuevos oyentes por igual tendrán la oportunidad de experimentar una versión cruda y posiblemente más intensa de un álbum que ya es considerado un clásico del rock español.
El nombre "Muerde la bala" podría simbolizar la actitud desafiante y sin concesiones que caracteriza tanto a la banda como a su música, reflejando la esencia del rock and roll en su forma más pura y apasionada. Este lanzamiento ofrece una conexión íntima y nostálgica con una era dorada del rock en España, permitiendo que la influencia de Burning y de Toño Martín perdure en el tiempo.

## Toño, Pepe y el 9 de mayo
La relación de Antonio y Pepe era más que amigos y así lo quiso el destino. Ambos dejaron este mundo un 9 de mayo. El mismo día y por las mismas causas (a consecuencia del abuso de drogas), pero con seis años de diferencia. Toño y Risi empezaron a rocanrolear juntos. Cuando Toño decidió irse de Burning camino del norte de España, su amigo Risi no le siguió. Toño moría de sobredosis en Briviesca (Burgos), donde pasaba temporadas con su pareja y su hija. Risi falleció de una neumonía en un hospital madrileño.
Johnny Cifuentes  ha seguido representado los estereotipos del rock and roll tan bien como ellos. 
Pepe Risi dedicó diversas canciones a su amigo y a la relación que tenían ambos.
- Y no lo sabrás: donde Pepe le recrimina a su amigo que haya dejado las noches de rocanrol por su mujer. Tema del cual años más tarde se arrepentiría y no tocaría en directo: "Es bonito tener coche y ser papá. Pero creo que la corbata a ti no te va".
- Te quiero tanto: Risi, destrozado por la muerte de su amigo, le dedica esta balada cruda, donde le dice que en la eternidad le esperará: "Si te miro tú sonríes y me esperas sin dolor. En la eternidad yo te encontraré. Y allá donde estés yo sonreiré".

## Después de Burning
El 10 de diciembre de  1983 Toño tiene su último concierto con Burning. A mediados de diciembre la  banda decide que hará un pequeño parón. Este encuentro es la cervecería Santa Bárbara de Madrid. Esta decisión no es aceptada por toda la banda, y esta presentará en enero de 1984 nuevos temas sin Toño a la voz.
Por otro lado, el cantante y el entonces bajista de Burning, Manuel Fernández, dejan el grupo para irse a Bilbao a probar otros sonidos. El proyecto bilbaíno no cuajó y Toño decide mudarse a Briviesca (Burgos) con su mujer Esther y su hija Penélope alejado de las drogas pero no del rock and roll.
En Briviesca siguió tocando el bajo en un grupo local, Punto G, subía con frecuencia a Bilbao a frecuentar los pubs, y en los primeros meses de 1984 registró incluso una maqueta junto a Manuel en los estudios bilbaínos Pan Pot, en la línea de “Atrapado en el amor”, e intentó editarla. Toño estaba orgulloso de aquella grabación y comentaba que gracias a que se corrió la noticia, muchos grupos de la zona se apresuraron a pedirles que les produjeran grabaciones en esos estudios… Sin embargo la maqueta, paseada sin éxito por varias discográficas, nunca vio la luz. Contenía entre otros el tema “Nací perdedor” que ya habían presentado en vivo a lo largo de 1983.
Trabaja en diferentes oficios pero para 1987 ya no soportaba la vida tranquila y se va a Madrid y después a Barcelona.

## Muerte
La muerte de Toño Martín, el icónico vocalista de Burning, fue debida a una sobredosis, según indicó el parte médico. Sin embargo en diferentes entrevistas de su ex pareja y madre de su hija esta da a conocer que su muerte fue más bien a causa de un infarto y que desde joven, sufría de soplos y problemas relacionados al corazón. Este evento ocurrió el 9 de mayo de 1991. La muerte pasó relativamente desapercibida en el mundo del rock, en parte porque ya había estado alejado de la escena pública durante algún tiempo antes de su fallecimiento. Después de dejar Burning en 1982, Toño estuvo menos activo en la música, lo que redujo su visibilidad y presencia en el ámbito musical.

## Placa dedicada
El 17 de septiembre de 2021, se colocó una placa conmemorativa a la banda en la Travesía de José Noriega, la Elipa, Madrid. Junto a lo que fue su primer local de ensayo que más tarde seria "El Manivela".

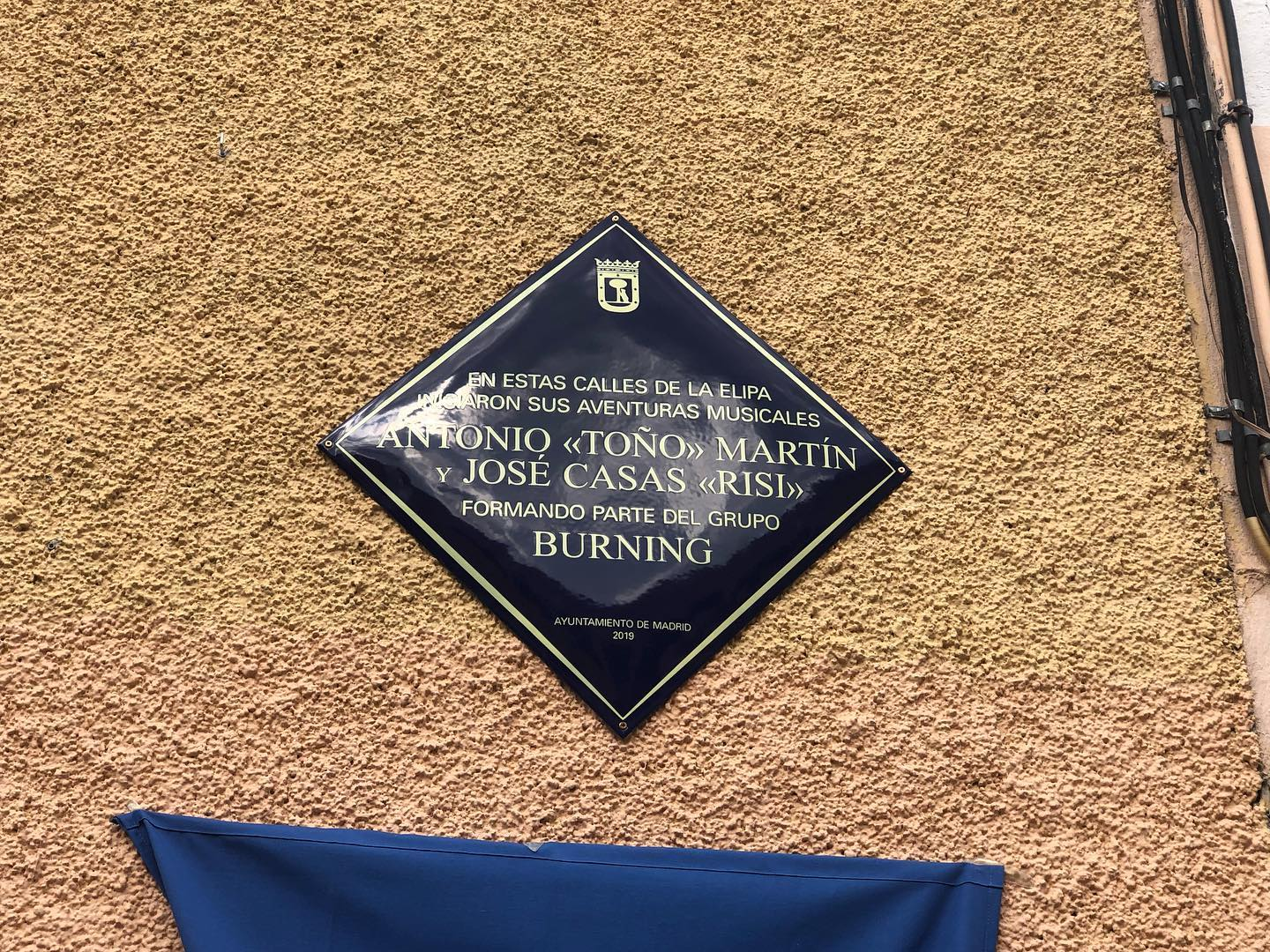
Placa conmemorativa ubicada en la pared de un edificio al comienzo de la Travesía de José Noriega.

## Discografía

### Burning
| Año  | Nombre              | Sello       |
| ---- | ------------------- | ----------- |
| 1978 | Madrid              | Ocre-Belter |
| 1979 | Fin de la década    | Ocre-Belter |
| 1980 | Bulevard            | Ocre-Belter |
| 1981 | Atrapado en el amor | Belter      |

### Solitario
| Año  | Nombre        | Sello                    |
| ---- | ------------- | ------------------------ |
| 1984 | Nací perdedor | No publicada oficalmente |

### Singles - Inéditos
- Estoy ardiendo - I'm Burning (Gong-Movieplay, 1974).
- Like a shot (Gong-Movieplay, 1975).
- ¿Qué hace una chica como tú en un sitio como este? (Ocre-Belter, 1978. Incluye, en la cara B, la primera versión de la canción Ginebra seca, cantada por Toño, que no está incluida en ningún otro formato).

## Filmografía
| Año  | Nombre                                             | Papel  | Director           |
| ---- | -------------------------------------------------- | ------ | ------------------ |
| 1978 | ¿Qué hace una chica como tú en un sitio como este? | Actor  | Fernando Colomo    |
| 1980 | Navajeros                                          | Música | Eloy de la Iglesia |

## Curiosidades
- Toño Martín muere un 9 de mayo de 1991, su "hermano" Pepe Risi murió un 9 de mayo de 1997.
- Burning graba un directo para celebrar sus 40 años de banda el 9 de mayo de 2015 donde Johnny Cifuentes líder de la banda demuestra una vez mas que huye de carreras y posturas heroicas, nombrando a Toño y dandole el reconocimiento que se merece.
- Tiene una hija, Penélope, a la cual le dedica el tema "Loco por ti (Penny)".
- Tras un concierto en 1978 en Briviesca, Toño conoce a Esther.
- El tema 'No es extraño que estés loca por mí' está dedicado a su mujer Esther.
- Loquillo en el concierto Homenaje a Pepe Risi, dijo "de Toño aprendí a cantar".
- El Drogas es reconocido gran admirador de Burning.
- En agosto de 2024, en Briviesca se hace un conceirto en honor a Toño y a la presentacion de su LP postmortem.

## Citas
- "Mi nombre es Camorra, apodo Rocanroll y edad menos de cinco".